# Antal Szalay
Antal Szalay (12 de març de 1912 - 4 d'abril de 1960) fou un futbolista hongarès de la dècada de 1930.
Pel que fa a clubs, destacà a les files de l'Újpest FC, on jugà durant la dècada de 1930. També jugà amb la selecció d'Hongria, amb la qual participà en el Mundials de 1934 i 1938. Com a entrenador dirigí els clubs UTA Arad, FC Craiova, Carrarese Calcio, Pro Patria i St. George-Budapest.